# Screenager
Screenagers (een combinatie van de Engelse woorden screen en teenager) zijn mensen die gemakkelijk kunnen omgaan met technologie. Zij vormen de eerste generatie die opgegroeid is met tv, computers, muziekdownloads, instant messaging (zoals MSN) en gsm. De term werd voor het eerst gebruikt door Douglas Rushkoff in zijn boek "Playing the Future" (1997).
Rushkoff beweert dat jonge mensen, wanneer ze volwassen worden, enorme voordelen zullen hebben bij het verwerken van informatie en het omgaan met veranderingen omdat ze van jongs af aan gewend zijn aan computers thuis. Hun korte aandachtsboog zou zelfs weleens een voordeel kunnen zijn in het omgaan met de enorme hoeveelheid informatie waar hun ouders ook door gebombardeerd worden.
Screenagers kunnen gezien worden als een subtype van Generatie X en Generatie Y. Een tiener die de meeste tijd - of een groot deel van zijn tijd - doorbrengt in interactie met een scherm kan als screenager beschouwd worden.
Tieners van de Silent Generation, babyboomers en de X- of Y-generatie, verslaafd aan het kijken naar tv of naar de laatste films, worden in het algemeen niet als screenagers aangemerkt; de term screenager impliceert een bewuste interactie van de kant van de tiener. Het (per definitie niet-interactief) tv-kijken wordt vaak beschouwd als vervanging voor een saai leven, een uiting van verveling, of een manier om de tijd te doden voordat je gaat doen wat je eigenlijk wilt of moet doen. Een screenager maakt een bewuste keuze om interactief op te treden in een gesimuleerde wereld of contact te hebben met andere mensen in een gesimuleerde wereld, of gewoon via een scherm.
Screenagers van de Generatie X waren de oorspronkelijke gamers die een groot deel van hun jeugd doorbrachten in de automatenhal of achter hun relatief simpele thuiscomputers (bijvoorbeeld Intellivision of Atari). In tegenstelling tot de generatie-Y-screenager, ging de generatie-X-screenager pas op een interactieve manier met andere mensen om via een scherm toen ze volwassen waren.
Tieners van generatie Y zijn uniek in het feit dat hun interactiviteit via een scherm in de meeste gevallen een reactie was op iets dat een ander mens deed. Gebruik van Instant Messaging (MSN), chatrooms, e-mail en gsm dat voor een groot deel direct fysiek contact met mensen vervangt, is een indicator van de generatie-Y-screenager.
Tegenwoordig zijn zowel generatie-X- als de huidige generatie-Y-screenagers te vinden in dezelfde virtuele werelden, en dat zonder al te veel "botsingen". Slechts af en toe is er, bijvoorbeeld aan de hand van een opmerking over hinderlijk gedrag op een forum of in een virtuele wereld, iets van de generatiekloof te bespeuren tussen de X- en Y-generatie.